# 1601
Cette page concerne l'année 1601  du calendrier grégorien.
L'année 1601 est une année commune qui commence un lundi.

## Événements

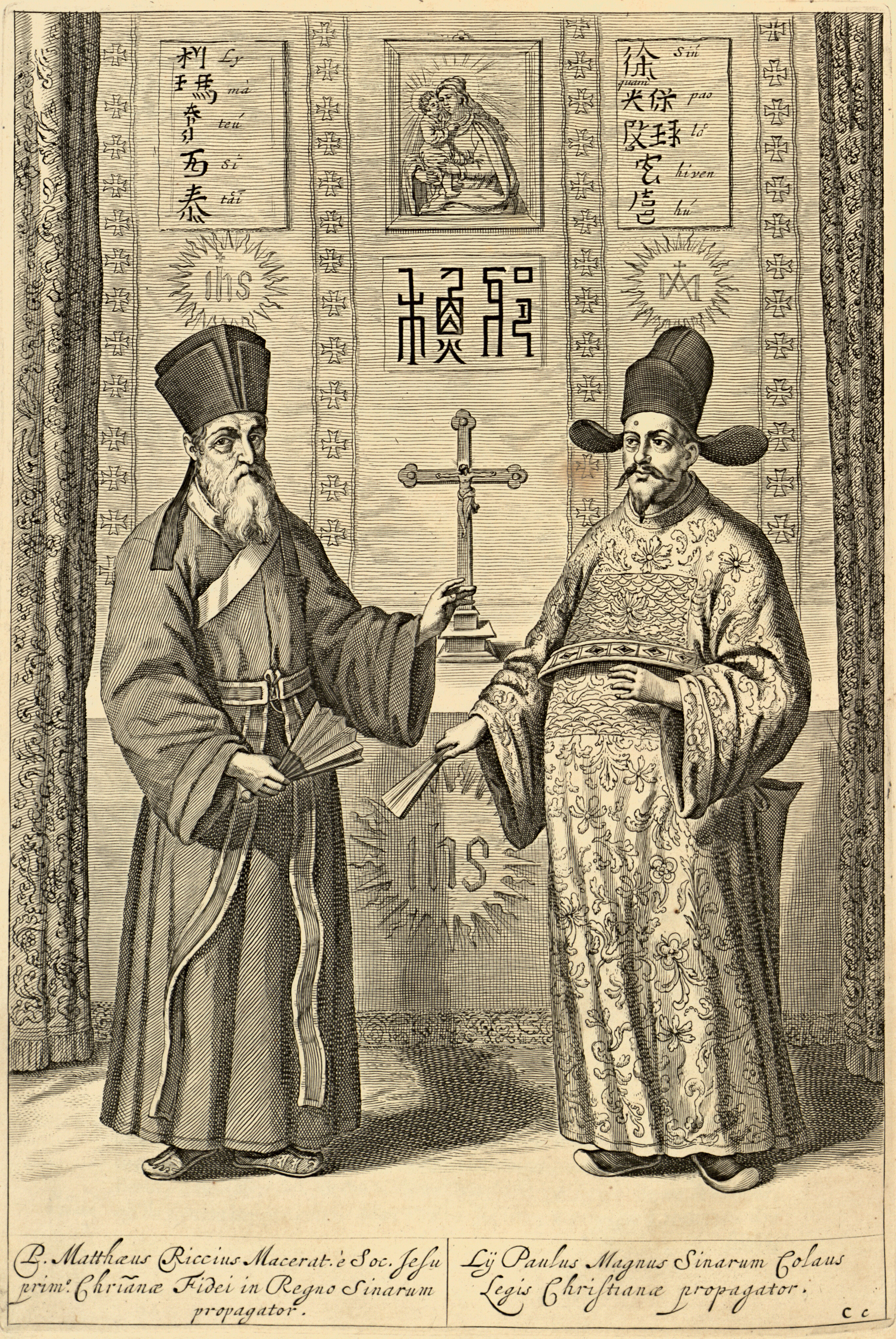
Matteo Ricci et le lettré Xu Guangqi

- 24 janvier : le missionnaire jésuite Matteo Ricci arrive à Pékin où il entre en contact avec l’empereur Wanli[1]. Alors qu’il se rend à Pékin, il est arrêté en chemin par un eunuque à Tianjin, dépouillé et emprisonné plusieurs mois. L’empereur réclame la visite des étrangers qui doivent lui présenter une horloge. Ricci est libéré et reçu par l’empereur. Il contribuera à la fabrication de canons[2].
- 13 février, Woolwich : départ d'une première expédition de la Compagnie anglaise des Indes orientales en Indonésie. Elle atteint Bantam le 16 décembre 1602 et rentre en Angleterre en septembre 1603[3].
- 11 avril, Inde : Akbar quitte Burhanpur dans le Deccan pour Āgrā où son fils Salim s'est révolté. Quand il arrive à la capitale, Salim se présente avec 30 000 cavaliers ; il lui ordonne de repartir vers l'est et lui offre le poste de gouverneur du Bengale et de l'Orissa. Salim décline l'offre mais se rend à Allāhābād, où il prend les titres royaux en mai 1602[4].
- 1er septembre : échec d'une tentative de Jean André Doria contre Alger à cause de conditions météorologiques défavorables[5].
- 10 septembre : les Hollandais atteignent les côtes du Cambodge, puis du Champā (Viêt Nam) où 23 hommes d'équipage sont tués par des habitants hostiles[6].
- 26 décembre, Java : une escadre hollandaise bat une flotte portugaise à la bataille de Bantam[7]. Les Hispano-portugais sont chassés de la rade de Banten  et les Hollandais peuvent y organiser leur première « loge » javanaise.

- Fondation du comptoir commercial de Mangazeïa sur le Taz, au nord-ouest de la Sibérie. La ville devient la plaque tournante du commerce de la fourrure, en particulier de la zibeline et de l'ivoire de morse[8].

### Europe
- 10 janvier : la cour de Philippe III d'Espagne est transférée à Valladolid, qui devient capitale de l’Espagne (fin en 1606)[9].
- 17 janvier :  traité de Lyon qui met fin à la guerre entre la France et la Savoie[10].

- 25 février : Robert Devereux, le 2e comte d'Essex, favori de la reine, qui avait conspiré avec Jacques VI d'Écosse, est exécuté par Élisabeth d'Angleterre après l'échec de sa rébellion, après bien des hésitations de la reine[11].

- 4 avril : le roi Philippe III entreprend d’encourager le retour de « nouveaux chrétiens » portugais vers l’Espagne, contre paiement au Trésor espagnol de sommes considérables[12]. Il prévoit également, toujours contre paiement de droits, l’accès des « nouveaux chrétiens » à toutes les charges du royaume.
- 5 avril : arrivée à Rome de l'ambassade du Chah de Perse Abbas Ier le Grand en Europe, dirigée par Husain Ali Beg, accompagné de l'anglais Anthony Shirley[13]. De Rome, l'ambassade se rend en Espagne, où elle rencontre le roi Philippe III, puis rentre en Perse par mer par Lisbonne et le détroit d'Ormuz en 1602[14].

- Juin : 
  - Fédor Romanov, fils de Nikita (frère d’Anastasia Romanovna Zakharine, femme d’Ivan IV), accusé d’avoir comploté contre Boris Godounov, est arrêté et emprisonné[15]. Sa famille est proscrite et il doit entrer en religion avec son épouse Marfa et ses quatre frères.
  - Pluies diluviennes et crues dans les Balkans[16].

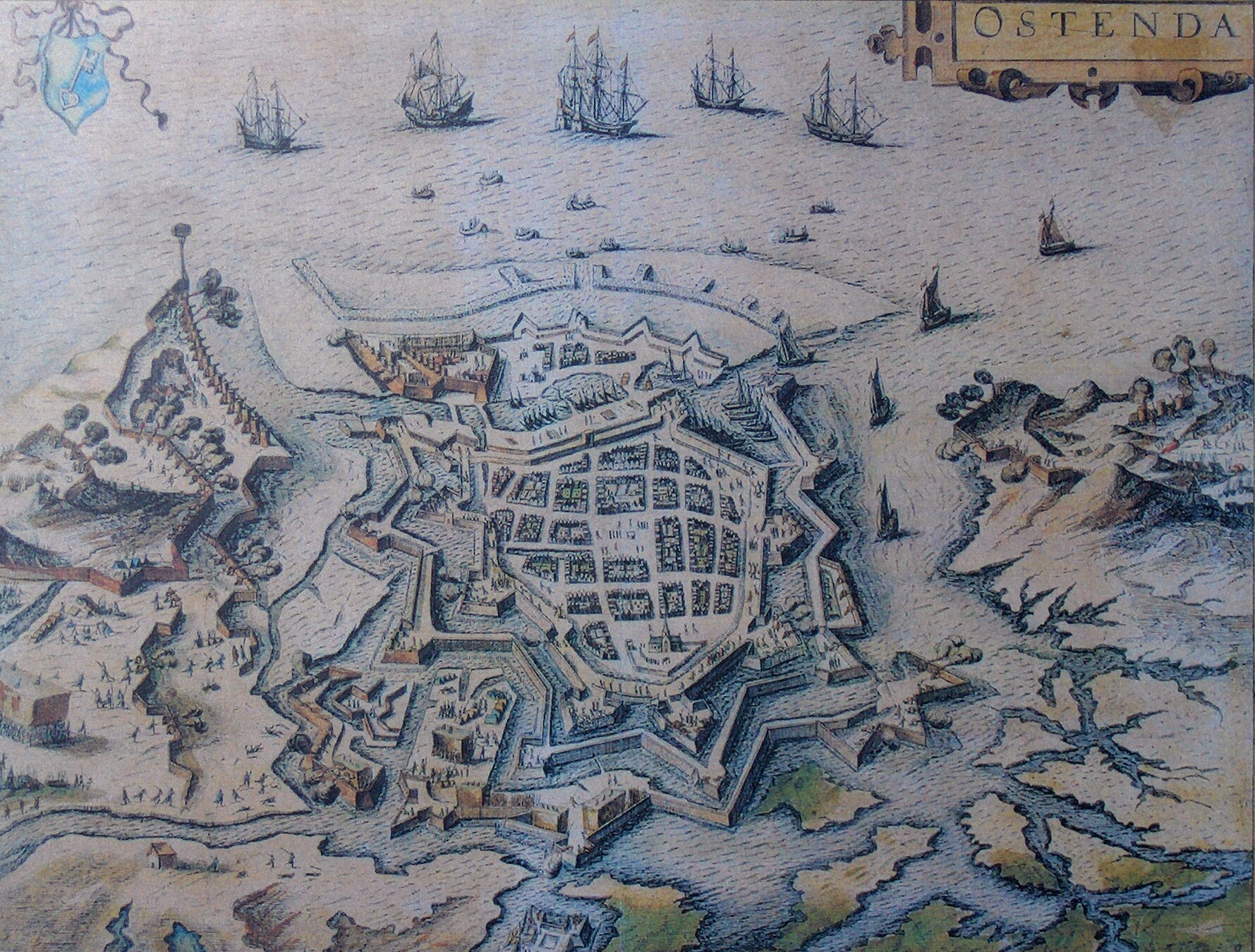
4 juillet : début du siège d'Ostende

- 4 juillet : début du siège d'Ostende par les Espagnols (fin le 22 septembre 1604)[17].

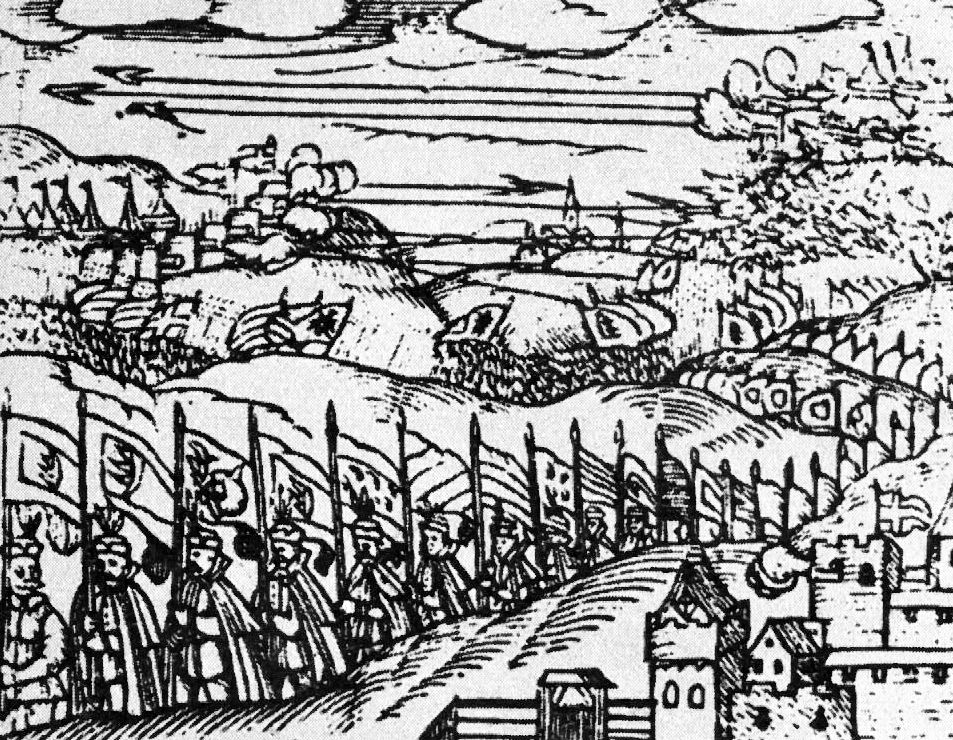
13 août : bataille de Goroslau

- 13 août[18] : Michel le Brave bat les Transylvains révoltés à Goroslau, mais est assassiné peu après sur ordre de Georges Basta, envoyé de l’empereur (19 août[19]). Sigismond Báthory reprend la Transylvanie[20].

- Septembre : Radu IX Mihnea devient voïévode de Valachie par la volonté du sultan[21]. Il règne à cinq reprises sur la Valachie (1601-1602, 1611-1616) et la Moldavie (1616-1619, 1623-1626). Il s’entoure de Grecs et de Levantins et tient une cour fastueuse.
- 21 septembre, révolte au Derry : les rebelles irlandais reçoivent l’appui de 3 800 Espagnols dirigés par Don Juan d’Aguila qui s’enferment dans Kinsale[22]. Cette expédition échoue, à la suite de la défaite de Kinsale (3 janvier 1602), due à une mauvaise coordination entre les troupes irlandaises et espagnoles. Cette défaite marque la fin des ambitions maritimes espagnoles dans le nord de l'Europe.

- 26 octobre-2 janvier 1602 : siège de Kinsale. À bout de vivres et de munitions, la garnison doit rendre la ville au lord deputy Mountjoy pour pouvoir partir librement[22]. Les propriétaires irlandais sont chassés d’Ulster par Mountjoy et remplacés par des Anglais (1601-1611) : catholiques, protestants dissidents (presbytériens) et anglicans sont mis en présence.

- 20 novembre, Angleterre : débat à la Chambre des communes à propos des monopoles. Les Parlementaires interdisent à la Couronne d’accorder des monopoles[23].

- 16-17 décembre : le Parlement d’Angleterre publie la Loi pour le soulagement des pauvres (Act for the Relief of the Poor)[24]. Institution de la première Poor Law globale en Angleterre, pour régir l'assistance et la surveillance des indigents.
- Décembre : Néophyte II devient patriarche de Constantinople (fin en 1612)[25].

- Après avoir versé un pot-de-vin de 100 000 ducats au roi, les Juifs convertis du Portugal reçoivent l’autorisation d’émigrer en Espagne et vers les colonies[26] (autorisation suspendue en 1610 puis restaurée définitivement en 1629).

- Mauvaises récoltes et famine en Russie (1601-1603)[27]. Près de 500 000 victimes, dont 200 000 à Moscou. Cette famine fragilise le pouvoir déjà contesté de Boris Godounov.

## Naissances en 1601
- 19 janvier : Guido Cagnacci, peintre baroque italien († 1663).
- 7 mars : Johann Michael Moscherosch, satiriste, pédagogue et homme d'État allemand († 4 avril 1669).
- 19 mars : Alonso Cano, peintre, architecte et sculpteur du Siècle d'or espagnol († 3 octobre 1667).
- 17 août : Pierre de Fermat, mathématicien français († 12 janvier 1665).
- 22 août : Georges de Scudéry, écrivain français, académicien français (fauteuil 32) († 14 mai 1667).
- 22 septembre : Anne d'Autriche, infante d'Espagne, fille du roi d'Espagne Philippe III, épouse de Louis XIII de France († 20 janvier 1666).
- 27 septembre : Louis XIII, roi de France († 14 mai 1643).
- 15 novembre : Cecco Bravo, peintre italien († 1661).

- Date précise inconnue :
- Simon de Vlieger, peintre de marine néerlandais († 13 mars 1653).

- Vers 1601 :
  - Pieter de Bloot, peintre néerlandais († 1658).
  - Paulus Bor, peintre néerlandais († 10 août 1669).
  - Crijn Hendricksz Volmarijn, peintre hollandais († août 1645).

- Vers 1601/1602 :
- Jacques Champion de Chambonnières, claveciniste et compositeur français († 1672).

## Décès en 1601
- 26 janvier : Guillaume de Gadagne, militaire et noble français (° 16 janvier 1534).
- 29 janvier : Louise de Lorraine, reine de France de 1575 à 1589 (° 30 avril 1553).
- 30 janvier : Scipione Ammirato, historien italien (° 27 septembre 1531)[28].

- 23 février : Job Throckmorton, pamphlétaire religieux et membre du Parlement anglais (° vers 1545).
- 25 février : Robert Devereux, 2e comte d’Essex, un favori d'Élisabeth Ire d'Angleterre (° 10 novembre 1566).

- 2 mars : Cesare Vecellio,  peintre italien (° 1521)[29].
- 13 mars : Mordekhaï Maisel, philanthrope et dirigeant de la communauté juive de Prague (° 1528).

- 3 avril : Robert Middleton, prêtre catholique anglais (° 1571).
- 5 avril : Wolfgang de Dalberg, Prince-Électeur-archevêque de Mayence (° 1538).
- 7 avril : Marie II de Saint-Pol, réunit le titre de duc d'Estouteville à celui de comte de Saint-Pol (° 30 mai 1539).
- 22 avril : Antoine de Heredia, religieux espagnol (° 1510).
- 24 avril : Kobayakawa Hidekane, samouraï (° 1566).

- 3 mai :
  - Tiberio Cerasi, homme d’église romain,  trésorier général de la Chambre apostolique (° 1544).
  - François van Vlierden, 32e abbé de Parc (° 1546).
- 5 mai : Jacob Willemsz Delff, peintre néerlandais (° 1550).
- 12 mai : Anne III de Stolberg, princesse-abbesse de Quedlinbourg (° 3 avril 1565).
- 15 mai : Claude d'Angennes de Rambouillet, prélat français (° 26 août 1538).
- 21 mai ou 31 mai : Gerhard Truchsess de Waldbourg, prince-électeur et archevêque de Cologne (° 10 novembre 1547).

- 11 juin : Françoise d'Orléans, princesse de Condé (° 5 avril 1549).
- Vers le 15 juin : Germaine de Pibrac, vierge et sainte catholique française (° vers 1579).
- 24 juin : Henriette de Nevers, noble française, duchesse de Nevers et comtesse de Rethel (° 31 octobre 1542).
- 25 juin : Peregrine Bertie, diplomate de l'ère élisabéthaine (° 12 octobre 1555).

- 2 juillet : Adolphe XIV de Schaumbourg, règne sur Holstein-Pinneberg et sur le comté de Schaumbourg (° 27 février 1547).

- 8 aout : Michel Ier le Brave, Prince valaque (° 1558).
- 10 août : Giovanni Alberti, peintre italien (° 19 octobre 1558).
- 11 août : Johan Van Heurne, médecin et philosophe néerlandais (° 4 février 1543).
- 19 août : William Lambarde, antiquaire anglais (° 18 octobre 1536).
- 31 août :
  - Gian Vincenzo Pinelli, botaniste italien (° 1535).
  - Giannantonio Valtrini, écrivain et érudit jésuite italien (° 13 juin 1556).
- ? août : Ambrogio Di Negro, soixante-quinzième doge de Gênes (° 1519).

- 9 septembre : Joris Hoefnagel, enlumineur flamand (° 1542).

- 21 octobre : Hoshina Masanao, daimyo de l'époque Sengoku, au service du clan Takeda (° 1542).
- 24 octobre : Tycho Brahe, astronome danois (° 14 décembre 1546).
- 28 octobre : Jacques Pineton de Chambrun, ministre français de la religion réformée (° 1515).

- 10 novembre[30] : Sōma Moritane, samouraï de l'époque Sengoku de l'histoire du Japon, chef à la 15e génération du clan Sōma (° 1529).
- 17 novembre : Florimond de Raemond, avocat, contre-réformateur et historien francais (° 1540).

- 12 décembre : Jean-Ernest d'Anhalt, prince de la maison d'Ascanie, colonel des armées du Saint-Empire et corégent d'Anhalt (° 1er mai 1578).

- Date précise inconnue :
  - Anthony Bacon, membre de la famille Bacon de l'ère élisabéthaine, frère de Francis Bacon (° 1558).
  - Giovanni Maria Baldassini, peintre italien (° 1540).
  - Cesare Caporali, auteur dramatique italien (° 20 juin 1531).
  - Andronic Cantacuzène, fils du prince phanariote, Michel Cantacuzène (° 1553).
  - Claude de Faucon de Ris, magistrat français (° 1536).
  - Teodoro Ghigi, peintre maniériste italien (° 1536).
  - Jean de Liçarrague, religieux basque (° 1506).
  - Thomas Nashe, pamphlétaire, poète et satiriste anglais (° novembre 1567).
  - Paris Nogari, peintre italien (° vers 1536).
  - Oda Nobuharu, samouraï de l'époque Sengoku de l'histoire du Japon au service du clan Oda (° 1549).
  - Hugues Sambin, menuisier, ébéniste et sculpteur, ingénieur hydraulicien et architecte français (° vers 1520).
  - Yun Doo-su, écrivain et homme politique coréen de la période Joseon et érudit néo-confucéen  (° 1533).

- Vers 1601 :
- John Farmer, compositeur anglais (° vers 1570).